# Nolambur
Nolambur es una ciudad censal situada en el distrito de Chennai en el estado de Tamil Nadu (India). Su población es de 21973 habitantes (2011). Se encuentra a 32 km de Tiruvallur y a 13 km de Chennai.

## Demografía
Según el censo de 2011 la población de Nolambur era de 21973 habitantes, de los cuales 11181 eran hombres y 10792 eran mujeres. Nolambur tiene una tasa media de alfabetización del 94,67%, superior a la media estatal del 80,09%: la alfabetización masculina es del 97,11%, y la alfabetización femenina del 92,16%.